# (21645) Chentsaiwei
(21645) Chentsaiwei (1999 NZ50) – planetoida z grupy pasa głównego asteroid okrążająca Słońce w ciągu 4,07 lat w średniej odległości 2,55 j.a. Odkryta 14 lipca 1999 roku.